# Michaela Schaffrath
Michaela Schaffrath, rojena Michaela Jänke, nemška pornozvezda pod psevdonimom Gina Wild, * 6. december 1970, Eschweiler, Zahodna Nemčija.

## Življenjepis
Michaela je bila rojena očetu zidarju in mami gospodinji v Eschweileru, Zahodni Nemčiji. Po dokončanem šolanju je kot medicinska sestra 10 let skrbela za invalidne otroke.
7. oktobra se je poročila z Axelom Schaffrathom.
Leta 1999 je priznani evropski porno direktor Harry S. Morgan opazil amaterski porno posnetek Michaele s svojim možem. Morgan jo je najel kot profesionalno pornografsko igralko in produciral osem filmov z Michaelo v glavni vlogi pod imenom Gina Wild.
Naslednje leto se je Michaela odločila, da bo odnehala snemati porno filme, saj je hotela igrati v drugih žanrih. Od takrat je igrala stranske vloge v več nemških filmih.

## Filmografija

### Pornografija
- Gina Wild - 150 Minuten Special (2002)
- Gina Wild - Jetzt wird es schmutzig 6 - Im Rausch des Orgasmus (2001)
- Gina Wild - In der Hitze der Nacht (2001)
- Gina Wild - Jetzt wird es schmutzig 5 - Ich will euch alle (2000)
- Teeny Exzesse 59: Kerle, Fötzchen, Sensationen (2000)
- The Very Best of Gina Wild (2000)
- Gina Wild - Jetzt wird es schmutzig 4 - Durchgefickt (1999)
- Gina Wild - Jetzt wird es schmutzig 3 - Orgasmus pur (1999)
- Gina Wild - Jetzt wird es schmutzig 2 - Ich will kommen (1999)
- Gina Wild - Jetzt wird es schmutzig (1999)
- Joker 6: Die Sperma-Klinik (1999)
- Maximum Perversum - Junge Fotzen, hart gedehnt (1999)

### Ostali žanri
- Schöne Männer hat man nie für sich allein (2004)
- Crazy Race 2 - Warum die Mauer wirklich fiel (2004)
- Clever! - Die Show, die Wissen schafft (2004)
- Wahre Liebe (2004)
- Apprentass (2004)
- Der Tote Taucher im Wald (2000)
- Taff (2003)
- Anal Kommando (2004)
- TV Total (2003)
- Déjà vu (2001/III)